# Uniunea Democrată Maghiară din România
Uniunea Democrată Maghiară din România (abreviere: UDMR; în maghiară Romániai Magyar Demokrata Szövetség, RMDSZ) este un partid politic din România care își propune să reprezinte minoritatea maghiară.
Oficial considerându-se o federație de interese minoritare, mai degrabă decât un partid, începând cu alegerile generale din 1990 UDMR a avut reprezentare parlamentară în Senatul României și Camera Deputaților. Începând cu anul 1996, UDMR a fost un partener de coaliție junior în mai multe guverne.
Partidul este descris ca având legături strânse cu Fidesz, partidul aflat la guvernare în Ungaria. De asemenea, este membru al Partidului Popular European și al Internaționalei Centrist-Democrată.

## Istoric
Uniunea Democrată Maghiară din România a fost înființată pe 25 decembrie 1989, imediat după căderea dictaturii comuniste în urma Revoluției Române. Scopul său principal a fost și rămâne reprezentarea publică a intereselor comunității maghiare din România. Primul său președinte a fost scriitorul Géza Domokos.
În 19 martie 1990, în contextul conflictului interetnic de la Târgu Mureș, sediul UDMR a fost deteriorat prin intermediul unor săteni veniți la Târgu Mureș în mod organizat. Printre cei grav răniți s-a aflat scriitorul András Sütő ce își pierde un ochi.
Între 1993-2011 președinte al UDMR a fost Béla Markó, de profesie tot scriitor.
Până în 1996 UDMR a acționat în opoziție. Din 1996, partidul a guvernat într-o coaliție cu Convenția Democrată Română și a obținut unele poziții în guvernul condus de Victor Ciorbea.
Patru ani mai târziu, partidul de opoziție, Partidul Social Democrat (PSD), a câștigat alegerile din 2000. Deși UDMR nu s-a alăturat noului guvern ca partener de coaliție, a semnat o serie de contracte anuale cu PSD în care PSD s-a angajat să implementeze anumite drepturi legale pentru comunitatea minoritară maghiară în schimbul aprobării UDMR în parlament.
În alegerile din 2004, UDMR a format o alianță pentru a-l susține pe Adrian Năstase din PSD, care era favorit la câștigarea alegerilor prezidențiale, dar victoria surpriză a lui Traian Băsescu a zguduit spectrul politic românesc. După negocieri, UDMR; împreună cu Partidul Umanist Român (care va deveni ulterior Partidul Conservator, abreviat PC), au dezertat din alianța PSD și s-au angajat să formeze o coaliție cu Alianța pentru Dreptate și Adevăr (DA). UDMR a obținut funcții în guvern.
După alegerile parlamentare din 2008, UDMR a intrat în opoziție.
În 2009, după adoptarea unei moțiuni de cenzură împotriva guvernului de mare coaliție condus de Emil Boc, UDMR a devenit parte a noului Cabinet Emil Boc. Uniunea și-a menținut ulterior poziția de partener junior în coaliție și după demisia lui Emil Boc, în cadrul Cabinetului Mihai Răzvan Ungureanu, alături de Partidul Democrat Liberal (PDL) și Uniunea Națională pentru Progresul României (UNPR).
În 2012, Parlamentul României a votat o moțiune de cenzură împotriva Guvernului Ungureanu. Ulterior, după formarea guvernului Uniunii Social-Liberale (USL), condus de Victor Ponta, UDMR a intrat în opoziție.
În 2014, partea liberală a coaliției partidului a părăsit guvernul, în timp ce UDMR, PC și UNPR s-au alăturat noului guvern. UDMR a părăsit guvernul în decembrie 2014, la scurt timp după victoria lui Klaus Iohannis ca președinte al României. Ulterior, UDMR a oferit în principal acorduri de încredere și de furnizare altor majorități aflate la guvernare, înainte de a deveni parte a Coaliției Naționale pentru România (CNR) în decembrie 2020.
După demisia Cabinetului Ciucă, UDMR s-a retras din coaliție și a intrat în opoziție, după ce Național-Liberalii au decis să preia funcția de ministru al Dezvoltării, Lucrărilor Publice și Administrației, deținută de UDMR în Cabinetul Ciucă. 

## Organizarea partidului

### Statut
Uniunea Democrată a Maghiarilor din România nu este un partid politic înregistrat legal în sensul clasic, dar participă la alegeri în baza art. 4 alin. (2) din Legea 68/1992. Această lege asimilează, din punct de vedere electoral, organizațiile care reprezintă minoritățile naționale cu partidele politice. Astfel, UDMR este o „alianță” a comunităților etnice maghiare din România ce înglobează organizațiile politice maghiare ca și structuri asociate.
UDMR reprezintă comunitatea maghiară din România ce reprezintă 5.3% din demografia rezidentă. Majoritatea populației maghiare locuiește în județele Transilvaniei (Arad, Bistrița-Năsăud, Bihor, Brașov, Alba, Harghita, Hunedoara, Cluj, Covasna, Caraș-Severin, Maramureș, Mureș, Satu Mare, Sibiu, Sălaj, Timiș).

### Structură
Președintele actual al organizației este Hunor Kelemen, ales în cadrul unui congres al partidului în anul 2011. Acesta l-a succedat pe Béla Markó, scriitor de profesie, care a deținut funcția din 1993. La rândul său, Béla Markó a fost precedat de președintele fondator Géza Domokos, care a condus UDMR în perioada 1990-1993.
Uniunea funcționează pe baza principiului autoadministrării interne, separând sferele decizionale, executive și de control. Organul decizional suprem al UDMR este congresul. În perioada dintre două congrese, organele de conducere ale Uniunii sunt: Consiliul Reprezentanților Unionali, Consiliul de Coordonare al Uniunii, respectiv Consiliul Operativ al Uniunii.
Pe lângă activitatea decizională în probleme politice, Consiliul Reprezentanților adoptă decizii privind funcționarea Uniunii. Consiliul de Coordonare este forul de reprezentare, de coordonare și de consiliere al membrilor asociați, care adoptă decizii în cadrul atribuțiilor proprii, înfăptuindu-se astfel pluralismul de valori și de interese al sferei civile maghiare din România. Consiliul Operativ al Uniunii (C.O.U.) are caracter permanent, este compus din 11 membri și se reunește ori de câte ori se impune în perioada dintre două ședințe a C.R.U. Deciziile acestui organ sunt supuse ulterior aprobării C.R.U. 
Reprezentarea supremă și coordonarea politică a U.D.M.R. sunt asigurate de președintele Uniunii. Prezidiul Executiv este organul executiv care aplică deciziile congresului și ale Consiliului Reprezentanților, având totodată competența de a lua decizii în conformitate cu acestea. Liderul acestui organ este președintele executiv, care reprezintă UDMR conform atribuțiilor prevăzute în statut.
Departamentele Prezidiului Executiv sunt conduse de vicepreședinții executivi, care răspund de diferite domenii de activitate (organizațiile teritoriale, activitatea guvernamentală, administrația publică locală, cultura și culte, învățământul, problemele sociale și de tineret, economia și integrarea europeană). 

### Obiective
În calitate de organizație a unei minorități etnice care reprezintă maghiarii din România, UDMR se preocupă, mai presus de toate, de drepturile minorității maghiare, inclusiv de autonomia culturală și teritorială. Cele mai importante obiective sunt:
- păstrarea și dezvoltarea comunității maghiare din Transilvania.
- Realizare autonomiei culturale pentru comunitățile mai mici sau vulnerabile și autonomia teritorială și autodeterminarea pentru cei care locuiesc în zone cu o majoritate semnificativă (Ținutul Secuiesc).
- Utilizarea limbii materne (maghiară) în toate segmentele vieții private și publice, precum educația, administrarea instituțiilor și cultura minoritară.[25][26]

Pentru a-și realiza obiectivele, Uniunea a candidat la Parlamentul European. UDMR este membră a Grupului Partidului Popular European (EPPG) în Parlamentul European.
Uniunea Democrată Maghiară din România este, ca organizație politică, membră a Uniunii Democrate Europene (EDU), a Uniunii Federale a Comunităților Etnice Europene (FUEV), a Organizației Națiunilor și Popoarelor Nereprezentate (UNPO) și are statutul de membru asociat al Partidului Popular European (EPP).

## Istoric electoral

### Alegerile parlamentare
| Alegeri | Camera Deputaților | Camera Deputaților | Camera Deputaților | Senat             | Senat             | Senat              | Poziție                                            |
| Alegeri | Numărul voturilor  | Numărul voturilor  | Numărul mandatelor | Numărul voturilor | Numărul voturilor | Numărul mandatelor | Poziție                                            |
| ------- | ------------------ | ------------------ | ------------------ | ----------------- | ----------------- | ------------------ | -------------------------------------------------- |
| 1990    | 991.601            | 7,27%              | 29 / 395           | 1.004.353         | 7,2%              | 12 / 119           | opoziție la guvernul FSN (1990-1991)               |
| 1990    | 991.601            | 7,27%              | 29 / 395           | 1.004.353         | 7,2%              | 12 / 119           | opoziție la guvernul FSN-PNL-MER-PDAR (1991-1992)  |
| 1992    | 811.290            | 7,46%              | 27 / 341           | 831.469           | 7,58%             | 12 / 143           | opoziție la guvernul PDSR-PUNR-PRM (1992-1996)     |
| 1996    | 812.628            | 6,64%              | 25 / 341           | 837.760           | 6,82%             | 11 / 143           | guvern CDR-USD-UDMR (1996-2000)                    |
| 2000    | 736.863            | 6,8%               | 27 / 345           | 751.310           | 6,9%              | 12 / 140           | partener al guvernului PDSR (2000-2004)            |
| 2004    | 638.125            | 6,2%               | 22 / 332           | 637.109           | 6,2%              | 10 / 137           | guvern DA-PUR-UDMR (2004-2007)                     |
| 2004    | 638.125            | 6,2%               | 22 / 332           | 637.109           | 6,2%              | 10 / 137           | guvern PNL-UDMR (2007-2008)                        |
| 2008    | 425.008            | 6,17%              | 22 / 334           | 440.449           | 6,39%             | 9 / 137            | opoziție la guvernul PDL-PSD (2008-2009)           |
| 2008    | 425.008            | 6,17%              | 22 / 334           | 440.449           | 6,39%             | 9 / 137            | guvern PDL-UNPR-UDMR (2009-2012)                   |
| 2008    | 425.008            | 6,17%              | 22 / 334           | 440.449           | 6,39%             | 9 / 137            | opoziție la guvernul USL (2012)                    |
| 2012    | 380.656            | 5,15%              | 18 / 412           | 388.528           | 5,24%             | 9 / 176            | opoziție la guvernul USL (2012-2014)               |
| 2012    | 380.656            | 5,15%              | 18 / 412           | 388.528           | 5,24%             | 9 / 176            | guvern PSD-UNPR-UDMR-PC (2014)                     |
| 2012    | 380.656            | 5,15%              | 18 / 412           | 388.528           | 5,24%             | 9 / 176            | opoziție la guvernul PSD-UNPR-ALDE (2014-2015)     |
| 2012    | 380.656            | 5,15%              | 18 / 412           | 388.528           | 5,24%             | 9 / 176            | partener al guvernulului Dacian Cioloș (2015-2017) |
| 2016    | 435.969            | 6,2%               | 21 / 329           | 440.409           | 6,2%              | 9 / 136            | partener al guvernului PSD-ALDE (2017-2019)        |
| 2016    | 435.969            | 6,2%               | 21 / 329           | 440.409           | 6,2%              | 9 / 136            | opoziție a guvernului PSD (2019)                   |
| 2016    | 435.969            | 6,2%               | 21 / 329           | 440.409           | 6,2%              | 9 / 136            | partener al guvernului PNL (2019-2020)             |
| 2016    | 435.969            | 6,2%               | 21 / 329           | 440.409           | 6,2%              | 9 / 136            | opoziție a guvernului PNL (2020)                   |
| 2020    | 339.030            | 5,74%              | 21 / 330           | 348.262           | 5,89%             | 9 / 136            | guvern PNL-USR PLUS-UDMR (2020-2021)               |
| 2020    | 339.030            | 5,74%              | 21 / 330           | 348.262           | 5,89%             | 9 / 136            | guvern PNL-UDMR (2021)                             |
| 2020    | 339.030            | 5,74%              | 21 / 330           | 348.262           | 5,89%             | 9 / 136            | guvern CNR (cu PSD și PNL) (2021-2023)             |
| 2020    | 339.030            | 5,74%              | 21 / 330           | 348.262           | 5,89%             | 9 / 136            | opoziție la guvernul CNR (2023-2024)               |
| 2024    | 585.397            | 6,33%              | 22 / 331           | 590.783           | 6,38%             | 10 / 136           | guvern PSD-PNL-UDMR (2024-2025)                    |
| 2024    | 585.397            | 6,33%              | 22 / 331           | 590.783           | 6,38%             | 10 / 136           | guvern PSD-PNL-USR-UDMR (2025-prezent)             |

### Alegerile prezidențiale
| An   | Candidat       | Primul Tur          | Primul Tur | Primul Tur | Al Doilea Tur    | Al Doilea Tur    | Al Doilea Tur    |
| An   | Candidat       | Voturi              | %          | Poziție    | Voturi           | %                | Poziție          |
| ---- | -------------- | ------------------- | ---------- | ---------- | ---------------- | ---------------- | ---------------- |
| 1996 | Frunda György  | 761.411             | 6,02%      | 4          | Nu s-a calificat | Nu s-a calificat | Nu s-a calificat |
| 2000 | Frunda György  | 696.989             | 6,22%      | 5          | Nu s-a calificat | Nu s-a calificat | Nu s-a calificat |
| 2004 | Markó Béla     | 533.446             | 5,1%       | 4          | Nu s-a calificat | Nu s-a calificat | Nu s-a calificat |
| 2009 | Kelemen Hunor  | 372.764             | 3,83%      | 5          | Nu s-a calificat | Nu s-a calificat | Nu s-a calificat |
| 2014 | Kelemen Hunor  | 329.727             | 3,47%      | 8          | Nu s-a calificat | Nu s-a calificat | Nu s-a calificat |
| 2019 | Kelemen Hunor  | 357.014             | 3,87%      | 6          | Nu s-a calificat | Nu s-a calificat | Nu s-a calificat |
| 2024 | Kelemen Hunor  | 416.353             | 4,5%       | 7          | Nu s-a calificat | Nu s-a calificat | Nu s-a calificat |
| 2025 | Crin Antonescu | 1.892.930 (ca A.RO) | 20,1%      | 3          | Nu s-a calificat | Nu s-a calificat | Nu s-a calificat |

### Alegerile europarlamentare
| Alegeri | Numărul voturilor | Numărul voturilor procentual | Numărul mandatelor/Total mandate | Poziție | Partid european             | Grup în Parlamentul European       |
| ------- | ----------------- | ---------------------------- | -------------------------------- | ------- | --------------------------- | ---------------------------------- |
| 2007    | 282.929           | 5,52%                        | 2 / 35                           | 5       | Partidului Popular European | Grupul Partidului Popular European |
| 2009    | 431.739           | 8,92%                        | 3 / 33                           | 4       | Partidului Popular European | Grupul Partidului Popular European |
| 2014    | 350.689           | 6,29%                        | 2 / 32                           | 4       | Partidului Popular European | Grupul Partidului Popular European |
| 2019    | 473.000           | 5,45%                        | 2 / 33                           | 6       | Partidului Popular European | Grupul Partidului Popular European |
| 2024    | 577.233           | 6,6%                         | 2 / 33                           | 4       | Partidului Popular European | Grupul Partidului Popular European |

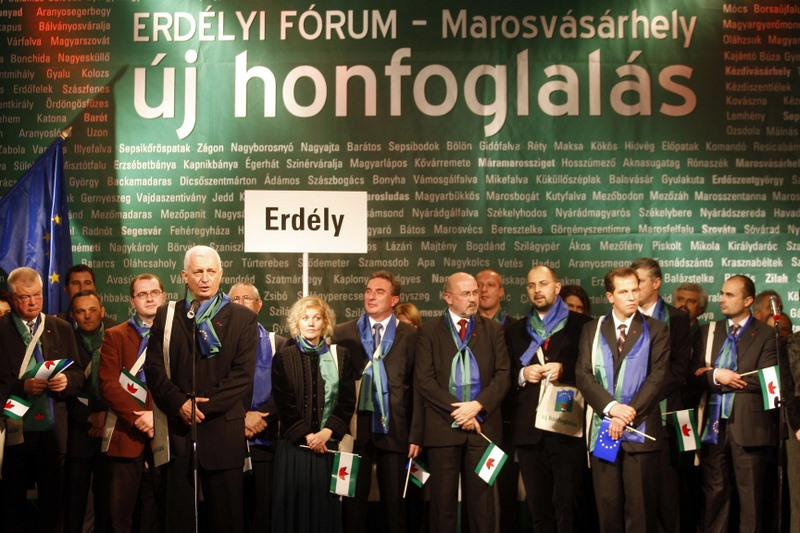
"Forumul Ardelean" din 2007

În 2007, înainte de alegerile pentru Parlamentul European a UDMR-ul a sesizat mai multe nereguli observate la campania electorală. La o conferință de presă s-a declarat că au fost deteriorate mai multe panouri de publicitate în Județul Bistrița-Năsăud, iar la Târgu Mureș compania de reclame care a montat panourile după câteva săptămâni le-a demontat fără nicio explicație. Uniunea și-a exprimat prezumția că acțiunea a fost desfășurată din inițiativa primarului municipiului Târgu Mureș, Dorin Florea.
La alegerile pentru Parlamentul European din 2007, UDMR a obținut 282.929 de voturi, care au reprezentat 5,52% din totalul voturilor exprimate. Scorul obținut a fost suficient pentru două mandate obținute de Csaba Sógor și Iuliu Winkler (Gyula Winkler), după ce György Frunda, care fusese pe primul loc a listei UDMR, a renunțat la mandat. Înainte de 2007, UDMR a avut la Bruxelles trei observatori. În Parlamentul European, din delegația României aleasă până la 2009, alături de europarlamentarii UDMR, au făcut parte alți doi politicieni maghiari: László Tőkés (independent) și Magor Csibi (membru PNL).
Eurodeputații UDMR-ului Iuliu Winkler și Csaba Sógor și-au moderat atitudinea față de deputatul independent László Tőkés. Când Tőkés a propus să participe la grupul Partidului Popular European numai eurodeputați ai Partidului Democrat Liberal, Winkler și Sógor nu și-au dat votul.
Înainte de alegerile europarlamentare din 2009, președintele UDMR, Béla Markó, și președintele Consiliul Național Maghiar din Transilvania (CNMT), László Tőkés, au declarat în presa maghiară din România că nu au nimic împotriva unei alianțe privind viitorul. După mai multe ședințe comune, politicienii celor două formațiuni au declarat că vor avea a colaborare comună. Pe lista UDMR-ului, numită Lista Solidarității, primul loc a fost ocupat de președintele CNMT, László Tőkés, urmat de cei doi europarlamentari UDMR Iuliu Winkler și Csaba Sógor. Locul al patrulea a fost rezervat pentru CNMT, în persoana lui Zsolt Szilágyi.
Formațiunea politică a obținut 8,92% din voturile exprimate, mai exact 431.739 voturi, ocupând poziția a patra ca popularitate, după Partidul Național Liberal. CNMT-ul a avut ca scop să obțină cu Lista Solidarității patru locuri la Bruxelles, pe acest rezultat bazându-și apoi campania, sub sloganul Să fie patru!. Deși au obținut un scor mai bun decât la alegerile europarlamentare din 2007, nu au reușit să aibă patru europarlamentari, întrucât, în 2009, România a avut cu trei locuri mai puțin în Parlamentul European în comparație cu 2007. 
Cei trei eurodeputați ai Uniunii până în 2014 au fost: László Tőkés, Iuliu Winkler și Csaba Sógor. Partidele politice din Ungaria au salutat rezultatul obținut de UDMR din România și MKP din Slovacia. Partidul FIDESZ a vorbit despre un succes imens al maghiarilor din Europa, pentru că au reușit să trimită 27 de europarlamentari maghiari în Bruxelles, având în vedere că Ungaria are numai 22 de locuri în Parlamentul European.

### Alegerile locale
| Alegeri | Consiliul Județean (CJ) | Consiliul Județean (CJ) | Consiliul Județean (CJ) | Primari           | Primari | Primari     | Consiliul Local (CL) | Consiliul Local (CL) | Consiliul Local (CL) |
| Alegeri | Numărul voturilor       | %                       | Mandate                 | Numărul voturilor | %       | Mandate     | Numărul voturilor    | %                    | Mandate              |
| ------- | ----------------------- | ----------------------- | ----------------------- | ----------------- | ------- | ----------- | -------------------- | -------------------- | -------------------- |
| 2008    | 429,329                 | 5.13                    | 89 / 1.393              | 378,413           | 4.28    | 184 / 3.179 | 404,657              | 4.75                 | 2.195 / 40.297       |
| 2012    | 473,783                 | 5.60                    | 88 / 1.338              | 400,627           | 4.89    | 202 / 3.121 | 435,205              | 5.41                 | 2.248 / 39.121       |
| 2016    | 411,823                 | 4.98                    | 95 / 1.434              | 315,236           | 3.69    | 195 / 3.186 | 390,321              | 4.66                 | 2.284 / 40.067       |
| 2020    | 379,924                 | 5.28                    | 92 / 1.340              | 299,334           | 4.01    | 199 / 3.176 | 362,442              | 4.92                 | 2.360 / 39.900       |
| 2024    | 506,659                 | 6.42                    | 104 / 1.340             | 378,594           | 4.31    | 200 / 3.176 | 471,588              | 5.42                 | 2.525 / 39.900       |

La alegerile locale din 2004 UDMR s-a clasat pe locul 5, pe listele sale fiind aleși 189 primari, 111 consilieri județeni și 2.488 consilieri locali. În prezent cinci consilii județene (Bihor, Covasna, Harghita, Mureș și Satu Mare) sunt prezidate de reprezentanții UDMR, iar candidații ei au fost aleși primari în mai multe localități cu populație majoritară românească, la Satu Mare, Reghin, Jimbolia, Marghita ș.a.m.d.
La alegerile locale din 2008 UDMR s-a clasat pe locul 4, pe listele sale fiind aleși 184 primari, 89 consilieri județeni, 2.195 consilieri locali și 4 președinți de consilii județene. Patru consilii județene (Covasna, Harghita, Mureș și Satu Mare) au fost prezidate de UDMR, iar candidații ei aleși primari în mai multe localități cu populație majoritară românească, la Satu Mare, Reghin, Jimbolia, Marghita ș.a.m.d.
La alegerile locale din 2012 UDMR s-a clasat pe locul 4 din cauza uniunii dintre liberali si social-democrați la nr de mandate fiind pe locul 5 nu departe de PC , pe listele sale fiind aleși 203 primari, 88 consilieri județeni, 2.261 consilieri locali și 2 președinți de consilii județene. În două consilii județene (Covasna și Harghita) sunt prezidate UDMR, iar candidații ei aleși primari într-o localitate cu populație majoritară românească, Marghita.

## Portofolii guvernamentale
- Ákos Birtalan - ministru al turismului
- Gheorghe Tokay - ministru delegat pentru Minorități Naționale
- Hajdu Gabor - ministrul sănătății
- Béla Markó - ministru de stat și vicepremier;
- László Borbély - ministru delegat pentru lucrări publice și amenajarea teritoriului;
- Károly Borbély - ministrul comunicațiilor și tehnologiei informației;
- Attila Korodi - ministrul mediului și dezvoltării durabile.
- Hunor Kelemen - ministrul culturii și patrimoniului național
- Attila Cseke - ministerul sănătății, ulterior ministerul dezvoltării, lucrărilor publice și administrației
- Ladislau Ritli - ministerul sănătății
- László Borbély - ministrul mediului și pădurilor
- Barna Tánczos - ministrul mediului, apelor și pădurilor, ulterior viceprim-ministru și ministerul finanțelor
- Eduard Novak - ministrul tineretului și sportului